# Llista de personatges de ficció relacionats amb els Tres Regnes
La següent és una llista de personatges de ficció rellevants del període dels Tres Regnes (220–280) de la història xinesa. La llista inclou principalment personatges de la novel·la històrica del Romanç dels Tres Regnes de Luo Guanzhong i aquells trobats en altres referències culturals relacionades amb els Tres Regnes.

## En elRomanç dels Tres Regnes
- Capítol 1:
  - Cheng Yuanzhi (程遠志), líder rebel dels Turbants Grocs
  - Deng Mao (鄧茂), líder rebel dels Turbants Grocs.[1] A la novel·la és un líder d'alt rang de la Rebel·lió dels Turbants Grocs. Junts amb Cheng Yuanzhi va dirigir una força d'uns 50.000 homes per atacar les forces imperials, i es van trobar amb una forta força de 500 voluntaris, dirigida per Liu Bei, Guan Yu i Zhang Fei. Liu va provocar els rebels i així és que Cheng ordenà Deng de desafiar els homes de Liu. Liu va enviar Zhang Fei per lluitar amb Deng, i Zhang va matar Deng amb un sol colp. Cheng va ser mort per Guan Yu poc després i el seu exèrcit rebel es va desintegrar.

- Capítol 2:
  - Yan Zheng (嚴政), líder rebel dels Turbants Grocs.[2] En la novel·la ell és un líder rebel dels Turbants Grocs sota les ordres de Zhang Bao. Durant la rebel·lió, a Yangcheng, ell és atacat per les forces imperials sota el comandament de Zhu Jun i per l'exèrcit de voluntaris de Liu Bei. Ell era conscient que la derrota era inevitable, així que va matar Zhang Bao i es va rendir.
  - Gao Sheng (高昇), líder rebel dels Turbants Grocs.[3][4][5][6]

- - Sun Zhong (孫仲), líder rebel dels Turbants Grocs, basat en Sun Xia (孫夏). En la novel·la ell és un líder rebel dels Turbants Grocs. En una vegada, ell va ocupar Wancheng juntament amb Han Zhong i Zhao Hong. Ells van ser derrotats per les forces imperials dirigides per Zhu Jun i l'exèrcit de voluntaris Liu Bei. Sun va ser abatut del seu cavall per una fletxa de Liu en intentar retirar-se.

- Capítol 5:
  - Bao Zhong (鮑忠), germà menor de Bao Xin, mort per Hua Xiong En la novel·la és descrit com un germà menor de Bao Xin i participa en la campanya contra Dong Zhuo. Dirigeix una unitat de cavalleria de 5000 homes contra les forces de Dong.

Ell és mort en el 189 EC pel general de Dong Hua Xiong a la batalla del Pas Sishui.
- - Yu She (俞涉), general de Yuan Shu, mort per Hua Xiong
  - Pan Feng (潘鳳), general de Han Fu, mort per Hua Xiong
  - Mu Shun (穆順), general de Zhang Yang, mort per Lü Bu. En la novel·la és un general militar servint sota el senyor de la guerra Zhang Yang. Mu participa en la batalla del Pas Hulao durant la campanya contra Dong Zhuo, durant la qual s'enfronta al general de Dong, Lü Bu, en un duel. Ell acaba sent mort per Lü.
  - Fang Yue (方悅), general de Wang Kuang, mort per Lü Bu. En la novel·la és un general militar servint sota el senyor de la guerra Wang Kuang. Wang era un dels membres de la coalició contra Dong Zhuo. Quan la coalició s'enfronta a les forces de Don a la batalla del Pas Hulao, Fang s'ofereix davant el desafiament de Lü Bu. Fang és abatut del seu cavall i mort per Lü després de lluitar durant quatre rondes amb ell.
  - Wu Anguo (武安國), general de Kong Rong, perd una mà per Lü Bu
  - Zhao Cen (趙岑), general de Dong Zhuo. En la novel·la ell és un general militar servint sota el senyor de la guerra Dong Zhuo. Zhao participa en la batalla del Pas Sishui i la batalla del Pas Hulao contra una força de coalició dirigida per Yuan Shao. Quan Dong es va traslladar la capital des de Luoyang fins Chang'an, Zhao seguí l'exemple i evacuà el Pas Sishui. Ell acabaria servint sota Zhang Xiu durant la batalla de Wancheng.

- Capítol 8:
  - Diaochan (貂蟬), serventa de Wang Yun, causa que Lü Bu i Dong Zhuo s'enfronten entre ells

- Capítol 9:
  - Li Bie (李別), nebot de Li Jue, basat en Li Li (李利)

- Capítol 11:
  - Zong Bao (宗寶), general de Kong Rong

- Capítol 13:
  - Cui Yong (崔勇), general de Li Jue, mort per Xu Huang

- Capítol 14:
  - Xun Zheng (荀正), subordinat de Ji Ling, mort per Guan Yu

- Capítol 15:
  - Chen Heng (陳橫), general de Liu Yao

- Capítol 17:
  - Wang Hou (王垕), oficial de subministraments de Cao Cao

- Capítol 19:
  - Liu An (劉安), caçador

- Capítol 23:
  - Qin Qingtong (秦慶童), servent de Dong Cheng, va informar Cao Cao sobre el complot d'assassinat de Dong
  - Yunying (雲英), concubina de Dong Cheng

- Capítol 27:
  - Du Yuan (杜遠), antic general rebel dels Turbants Grocs, mort per Liao Hua
  - Hu Hua (胡華), el pare de Hu Ban, va servir-hi com a Assessor (議郎) sota l'Emperador Huan
  - Kong Xiu (孔秀), general de Cao Cao defenent el Pas Dongling, mort per Guan Yu
  - Han Fu (韓福), Administrador de Luoyang, mort per Guan Yu
  - Meng Tan (孟坦), subordinat de Han Fu, mort per Guan Yu
  - Bian Xi (卞喜), general de Cao Cao defenent el Pas Sishui, mort per Guan Yu. Originalment un Turbant Groc rebel que més tard es lliuraria al senyor de la guerra Cao Cao. Durant la batalla de Guandu en el 200 EC, Bian Xi va ser el guardià del Pas de Sishui (汜水關, nord de l'actual Xingyang, Henan). Va ser mort per Guan Yu durant un complot per assassinar al mateix Guan Yu. En el 200 EC, Guan Yu va concloure el seu breu servei en virtut de Cao Cao i es va acomiadar d'aquest últim per reunir-se amb Liu Bei. Amb les presses, Guan no va poder obtenir un document oficial de Cao i, per tant, va ser desafiat dues vegades en el camí, per Kong Xiu al Pas de Dongling (sud de l'actual Dengfeng, Henan) i per Han Fu i Meng Tan (孟坦) a Luoyang respectivament. En ambdues ocasions Guan va matar a eixos que li barraren el pas. Quan Guan va arribar al Pas de Sishui, Bian va simular donar-li un càlida benvinguda a Guan i després el va convidar a Guan a assistir a un banquet en el Temple Zhenguo. Un monjo anomenat Pujing (普净) li va insinuar a Guan que Bian havia deixat 200 homes en el temple per fer una emboscada i estava esperant per assassinar-lo. Guan va prestar més atenció al seu entorn i va notar una sensació de perill. Abans que els soldats pogueren posar les seves mans sobre ell, Guan havia tret la seva espasa i matat als que eren a prop d'ell. Va agafar la seva Fulla Verda de Drac Crescent i va començar a empaitar a Bian, que es va girar i li va llançar la seva maça. Guan bloquejà l'atac i el va abastar, Bian va aclucar els ulls sent llescat per la meitat.[7][8]
  - Pujing (普淨), monjo que informa a Guan Yu sobre el complot de Bian Xi
  - Wang Zhi (王植), Administrador de Xingyang, mort per Guan Yu
  - Hu Ban (胡班), subordinat de Wang Zhi, ajuda a Guan Yu a escapar. Era fill de Hu Hua (胡華), un Assessor (議郎) que va servir a l'Emperador Huan. Hu Ban era un subordinat del general de Cao Cao Wang Zhi, que va ser designat Administrador de Xingyang (滎陽). Guan Yu va concloure el seu breu servei sota Cao Cao i va viatjar cap al nord per reunir-se amb el seu germà de jurament Liu Bei. En la seva pressa, Guan es va oblidar d'obtenir un passi oficial de Cao.Durant el seu viatge, es va obrir pas a través del Pas de Dongling, Luoyang i Sishui, ja que els generals en la defensa d'aquests posts es va negar a deixar-li passar a través.Guan finalment va arribar a Xingyang i va decidir passar-hi la nit. Wang Zhi va simular ser hospitalaris amb Guan, mentre en secret donava ordres a Hu Ban per cremar la casa d'hostes on Guan s'allotjava. Hu havia sentit històries sobre les proeses de Guan i volia veure quin aspecte tenia el llegendari general. Se va esquitllar en la casa i va albirar fugaçment a Guan, que estava llegint un llibre dins de la seva habitació. Guan Hu va notar que algú estava a l'aguait fora de la seva habitació i el va demanar d'entrar. Hu es va presentar, i Guan va traure una carta del pare de Hu després d'escoltar el nom de Hu. Hu en va llegir la carta del seu pare i va aprendre sobre el caràcter de Guan. Llavors va decidir desobeir les ordres de Wang Zhi i secretament va advertir a Guan que Wang estava planejant matar-lo. Guan va alertar als seus seguidors i van escapar de Xingyang. Wang Zhi va dirigir als seus homes per perseguir-los i va ser mort per Guan després d'abastar-lo. Anys més tard, Hu va anar a veure a Guan a la Província Jing. Guan el recordava i estava agraït amb ell per haver-li salvat la vida a Xingyang. Ell va manar a Hu a acompanyar a Fei Shi a la base principal de Liu Bei en Chengdu.[9]
  - Qin Qi (秦琪), subordinat de Xiahou Dun, mort per Guan Yu. En la novel·la ell és un subordinat de Xiahou Dun, un general servint sota el senyor de la guerra Cao Cao. Qin era l'encarregat de defensar un punt de ferri a la riba sud del Riu Groc. Quan Guan Yu va abandonar a Cao Cao i va viatjar cap al nord per reunir-se amb Liu Bei, va creuar quatre passos i va matar a cinc generals abans d'arribar al punt de ferri. Qin es va negar a permetre travessar el riu a Guan i va ser matat per un Guan en còlera. Més tard l'oncle de Qin, Cai Yang (蔡陽), tracta d'empaitar Guan per venjar al seu nebot, però s'ho impedeix Cao Cao. Això no obstant, en una batalla posterior a Ru'nan Cai s'acabava topant per casualitat amb Guan Yu, i igual que el seu nebot és mort en combat pel Déu de la guerra.

- Capítol 28:
  - Guan Ding (關定), pare de Guan Ping (en la novel·la, Guan Ping era el fill adoptiu de Guan Yu)
  - Guan Ning (關寧), germà major de Guan Ping
  - Guo Chang (郭常), un home el fill del qual va furtar el corser Llebre Roja de Guan Yu
  - Pei Yuanshao (裴元紹), antic rebel dels Turbants Grocs, mort per Zhao Yun. En la novel·la ell hi va ser originalment un rebel del Turbant Groc servint sota les ordres de Zhang Jue. Després del fallit aixecament, Pei Yuanshao i Zhou Cang es van convertir en els líders d'un grup de bandits. Ells més tard es van encontrar amb Guan Yu, que hi era en el seu viatge per reunir-se amb Liu Bei després de creuar els cinc passos i matar a sis dels generals de Cao Cao. Pei i Zhou van demanar de convertir-se en seguidors de Guan, cosa que Guan va acceptar. Zhou va acompanyar a Guan mentre Pei esperava a la fortalesa amb els altres homes. No gaire després, Zhao Yun va passar per la fortalesa i Pei Yuanshao va tractar de robar-li el cavall, això no obstant, Zhao mataria a Pei en un duel.
  - Zhou Cang (周倉), antic rebel dels Turbants Grocs, es va convertir en seguidor de Guan Yu
- Capítol 30:
  - Xin Ming (辛明), general de Yuan Shao

- Capítol 32:
  - Wang Zhao (汪昭), general de Yuan Shang
  - Cen Pi (岑璧), general de Yuan Shang

- Capítol 33:
  - Peng An (彭安), general de Yuan Shang, mort per Xu Huang

- Capítol 34:
  - Zhang Wu (張武), líder de bandits a Jiangxia
  - Chen Sun (陳孫), líder de bandits a Jiangxia

- Capítol 41:
  - Xiahou En (夏侯恩), general de Cao Cao, portador de l'Espasa Qinggang, mort per Zhao Yun. Ell és representat com un general militar servint sota el senyor de la guerra Cao Cao i es diu que portava l'espasa Qinggang (青釭), una de les armes personals de Cao més apreciades. Durant la batalla de Changban contra les forces de Liu Bei, Xiahou és mort per Zhao Yun, que li arrabassa l'espasa Qinggang. Xiahou En obtingué fama durant un viatge de caça quan va salvar a Cao Cao d'un tigre, guanyant-se el dret a portar una de les espases personals de Cao Cao, coneguda indistintament com la Fulla Blau o Qinggang (青 釭). Posteriorment, durant un atac a la província de Xu, Xiahou En va guanyar fama pel seu tir amb arc, guanyant en comparacions amb el seu cosí Xiahou Yuan. Xiahou En serví en el front en la lluita contra Liu Bei, i en la batalla de Changban de 208, va ferir al general enemic Jian Yong durant un atac ferotge, però el va matar Zhao Yun, que havia arribat en socors de les forces assetjades. En els videojocs de Dynasty Warriors, Xiahou En no en porta una, sinó dues espases de Cao Cao però diu que una va ser furtada a Chang Ban; això no obstant, el seu destí segueix sent en gran manera el mateix que en la novel·lització.[10][11]
  - Chunyu Dao (淳于導), subordinat de Cao Ren, mort per Zhao Yun
  - Yan Ming (晏明), subordinat de Cao Hong, mort per Zhao Yun
  - Zhong Jin (鐘縉), subordinat de Xiahou Dun, mort per Zhao Yun
  - Zhong Shen (鐘紳), subordinat de Xiahou Dun, mort per Zhao Yun

- Capítol 45:
  - Cai Xun (蔡塤), germà menor de Cai Mao, mort per Gan Ning
  - Cai He (蔡和), germà menor de Cai Mao, espia en el campament de Wu Oriental, executat. En la novel·la és descrit com un general militar servint sota el senyor de la guerra Liu Biao, i es diu que era cosí de Cai Mao i germà de Cai Zhong. Cai He i Cai Zhong més tard desertarien a Cao Cao després de la mort de Liu Biao. Cao Cao llavors els va enviar com a espies al campament de Sun Quan abans de la batalla dels Penya-segats Rojos. Això no obstant, Zhou Yu va veure fàcilment a través d'aquesta deserció falsa, i va usar a Cai He per difondre informació falsa entre les forces de Cao Cao. Cai He i Cai Zhong serien més tard executats per Zhou Yu, a l'acabar la batalla.
  - Cai Zhong (蔡中), germà menor de Cai Mao, espia en el campament de Wu Oriental, executat.[12] En la novel·la, ell era un general militar servint sota el senyor de la guerra Liu Biao. Era cosí de Cai Mao i germà de Cai He. Cai Zhong i Cai He més tard va fer defecció cap a Cao Cao, després de la mort de Liu Biao. Cao Cao els va enviar com a espies al campament de Sun Quan abans de la batalla dels Penya-segats Rojos. Això no obstant, Zhou Yu s'adonà fàcilment que era una deserció falsa i els va utilitzar per difondre informació falsa entre les tropes de Cao Cao. Cai He i Cai Zhong foren posteriorment ajusticiats per Zhou Yu, tot després d'acabar la batalla.

- Capítol 52:
  - Liu Xian (劉賢), fill de Liu Du
  - Xing Daorong (邢道榮), general de Liu Du, mort per Zhao Yun
  - Bao Long (鮑隆), Zhao Fan
  - Chen Ying (陳應), general de Zhao Fan, mort per Zhao Yun

- Capítol 53:
  - Gong Zhi (鞏志), assessor de Jin Xuan, es va rendir a Liu Bei
  - Yang Ling (楊齡), general de Han Xuan, mort per Guan Yu
  - Jia Hua (賈華), general de Sun Quan
  - Yi Ding (弋定), amic de Taishi Ci del seu poble natal

- Capítol 57:
  - Huang Kui (黃奎), Cavaller (侍郎), va conspirar contra Cao Cao juntament amb Ma Teng
  - Li Chunxiang (李春香), concubina de Huang Kui, ajusticiada per Cao Cao
  - Miao Ze (苗澤), cunyat de Huang Kui, ajusticiat per Cao Cao

- Capítol 58:
  - Zhong Jin (鐘進), germà menor de Zhong Yao
  - Cao Yong (曹永), subordinat de Cao Ren

- Capítol 61:
  - Zhou Shan (周善), general enviat per Sun Quan portar ajuda a la Dama Sun, mort per Zhang Fei

- Capítol 62:
  - Zixu Shangren (紫須上人)

- Capítol 67:
  - Chang Qi (昌奇), subordinat de Yang Ang
  - Yang Song (楊松), assessor de Zhang Lu
  - Yang Bai / Yang Bo (楊柏), general de Zhang Lu, basat en Yang Bai (楊白)

- Capítol 70:
  - Xiahou De (夏侯德), nebot de Xiahou Yuan, mort per Yan Yan

- Capítol 71:
  - Jiao Bing (焦炳), general de Cao Cao, mort per Zhao Yun
  - Murong Lie (慕容烈), subordinat de Wen Ping, mort per Zhao Yun

- Capítol 73:
  - Zhai Yuan (瞿元), subordinat de Cao Ren, mort per Guan Ping
  - Xiahou Cun (夏侯存), subordinat de Cao Ren, mort per Guan Yu

- Capítol 80:
  - Zu Bi (祖弼)

- Capítol 82:
  - Tan Xiong (譚雄), subordinat de Sun Huan, mort per Guan Xing
  - Cui Yu (崔禹), subordinat de Zhu Ran, mort per Zhang Bao

- Capítol 83:
  - Xia Xun (夏恂), subordinat de Han Dang, mort per Zhang Bao
  - Zhou Ping (周平), germà menor de Zhou Tai, mort per Guan Xing

- Capítol 84:
  - Chunyu Dan (淳于丹), subordinat de Lu Xun, basat en Xianyu Dan (鮮于丹)

- Capítol 87:
  - Guan Suo (關索), tercer fill de Guan Yu
  - E Huan (鄂煥), subordinat de Gao Ding
  - Jinhuan Sanjie (金環三結), general de Meng Huo, mort per Zhao Yun
  - Dongtuna (董荼那), general de Meng Huo, ajusticiat per Meng Huo
  - Ahuinan (阿會喃), general (rang de governador de tercera cova) del rei nanman Meng Huo.
  - Mangyachang (忙牙長), general de Meng Huo, mort per Ma Dai

- Capítol 89:
  - Meng Jie (孟節), germà major de Meng Huo
  - King Duosi (朵思大王), senyor tulong de cova (禿龍洞)
  - Yang Feng (楊鋒), senyor nanman de cova, capturat per Meng Huo

- Capítol 90:
  - Dailai Dongzhu (帶來洞主), germà menor de la Dama Zhurong
  - La Dama Zhurong (祝融夫人), esposa de Meng Huo
  - King Mulu (木鹿大王), senyor de la Cova Bana (八納洞)
  - King Wutugu (兀突骨), rei del Regne Wuge (烏戈國)

- Capítol 91:
  - Zhang Tao (張韜), conegut proper de l'Emperadriu Guo Nüwang

- Capítol 92:
  - Han De (韓德), general de Cao Wei, mort per Zhao Yun. En la novel·la ell és un general de l'estat de Cao Wei. Ell i els seus quatre fills (tots personatges de ficció) van seguir al Gran Comandant Xiahou Mao en la resistència contra l'exèrcit de Shu Han dirigit per Zhuge Liang durant la primera Expedició del Nord. Tots ells van ser morts pel veterà general de Shu Han, Zhao Yun, que tenia més de 60 anys en eixa època.[7][8]
  - Han Ying (韓瑛), fill de Han De, mort per Zhao Yun
  - Han Yao (韓瑤), fill de Han De, mort per Zhao Yun
  - Han Qiong (韓瓊), fill de Han De, mort per Zhao Yun
  - Han Qi (韓琪), fill de Han De, mort per Zhao Yun
  - Pan Sui (潘遂), subordinat de Xiahou Mao
  - Dong Xi (董禧), subordinat de Xiahou Mao
  - Xue Ze (薛則), subordinat de Xiahou Mao
  - Pei Xu (裴緒), general de Shu Han
  - Cui Liang (崔諒), administrador de Cao Wei a Anding. En la novel·la del Romanç dels Tres Regnes durant l'any 228, Zhuge Liang va dirigir les forces de Shu Han en una expedició del nord contra l'estat de Cao Wei. Xiahou Mao, el comandant en cap de les forces de Cao Wei, va ser derrotat per Zhuge i es va retirar a Nan'an, defensant la ciutat amb fermesa i sense llançar cap contraatac. Zhuge pensava que ell necessitava conquerir les Comandàncies d'Anding i Tianshui en primer lloc per evitar l'enviament de reforços a Nan'an. I així és que li va ordenar a Pei Xu (裴緒) de disfressar-se com un general de Cao Wei que havia aconseguit trencar el setge a Nan'an. Pei n'anà a Anding i va convèncer a Cui Liang de dirigir el seu exèrcit a Nan'an i ajudar a Xiahou Mao. Pel camí, les forces de Cui foren emboscades per les tropes de Shu Han i el mateix Cui es va esfereir i immediatament ordenà la retirada de tornada a Anding. Això no obstant, Zhuge Liang ja havia enviat a Wei Yan per capturar Anding mentre Cui hi era fora. Cui decidí fingir rendir-se a Zhuge quan es va veure encerclat per l'enemic. Ell mateix es va oferir per persuadir Yang Ling, l'Administrador de Nan'an, de rendir-se a Shu Han, però en realitat això era planificació per unir-se a Yang i Xiahou Mao. Cui més tard en passà un missatge fals a Zhuge, dient que Yang havia accedit a rendir-se, mentre que en secret conspirava amb Yang per atraure Zhuge a una trampa. Això no obstant, Zhuge va veure a través de l'engany i tots dos, Cui i Yang, van ser morts per Zhang Bao i Guan Xing respectivament, mentre Nan'an era pres i Xiahou Mao capturat.
  - Yang Ling (楊陵), administrador de Cao Wei a Nan'an

- Capítol 94:
  - Cheliji (徹里吉), rei qiang
  - Yadan (雅丹), canceller qiang
  - Yueji (越吉), general qiang
  - Han Zhan (韓禎), general de Shu Han defenent Xiping

- Capítol 95:
  - Su Yong (蘇顒), subordinat de Guo Huai
  - Wan Zheng (萬政), subordinat de Guo Huai
  - Chen Zao (陳造), general de Cao Wei

- Capítol 96:
  - Zhang Pu (張普), subordinat de Cao Xiu
  - Xue Qiao (薛喬), subordinat de Cao Xiu

- Capítol 97:
  - Xie Xiong (謝雄), general de Shu Han, mort per Wang Shuang
  - Gong Qi (龔起), general de Shu Han, mort per Wang Shuang

- Capítol 100:
  - Qin Liang (秦良), general de Cao Wei, mort per Liao Hua
  - Gou An (苟安), subordinat de Li Yan

- Capítol 102:
  - Cen Wei (岑威), general de Cao Wei
  - Zheng Wen (鄭文), general de Cao Wei

- Capítol 103:
  - Zhang Qiu (張球), subordinat de Man Chong

- Capítol 106:
  - Pei Jing (裴景), general de Cao Wei, va participar en la campanya de Liaodong de Sima Yi
  - Chou Lian (仇連), general de Cao Wei, va participar en la campanya de Liaodong de Sima Yi

- Capítol 107:
  - Pan Ju (潘舉), subordinat de Cao Shuang

- Capítol 109:
  - Wang Tao (王韜), Sima Zhao's registrar

- Capítol 110:
  - Ge Yong (葛雍), general de Guanqiu Jian
  - Song Bai (宋白), general de Cao Wei i prefecte del Comtat Shen
  - Zhu Fang (朱芳), general de Cao Wei
  - Zhang Ming (張明), general de Cao Wei
  - Hua Yong (花永), general de Cao Wei
  - Liu Da (劉達), general de Cao Wei

- Capítol 111:
  - Bao Su (鮑素), general de Shu Han

- Capítol 112:
  - Wang Zhen (王真), subordinat de Sima Wang
  - Li Peng (李鵬), subordinat de Sima Wang
  - Zeng Xuan (曾宣), subordinat de Zhuge Dan, es va rendir a Cao Wei

- Capítol 113:
  - Zheng Lun (鄭倫), subordinat de Deng Ai, mort per Liao Hua

- Capítol 114:
  - Dang Jun (黨均), assessor de Deng Ai. És un oficial de l'estat de Cao Wei i serveix com un assessor del general Deng Ai. Es conta que quan Deng va ser derrotat per Jiang Wei durant la invasió de Shu Han per part de Cao Wei, Dang untà a Huang Hao per difondre enraonies a tot Shu Han sobre que Jiang Wei estava planejant fer defecció cap a Cao Wei. L'emperador de Shu Han, Liu Shan, es va empassar els rumors i va ordenar a Jiang Wei de retirar les seves tropes.[cal citació]

- Capítol 115:
  - Wang Guan (王灌), subordinat de Deng Ai
  - Deng Dun (鄧敦), polític de Cao Wei

- Capítol 116:
  - Lu Xun (盧遜), general de Shu Han defenent Nanzheng

- Capítol 117:
- La Dama Li (李氏), esposa de Ma Miao, es va suïcidar

- Capítol 118:
  - La Dama Cui (崔氏), esposa de Liu Chen, es va suïcidar

- Capítol 120:
  - Zhang Jie (張節), Cavaller de Cao Wei Gentleman de la Porta Groga (黃門侍郎)

## Altres
- Bao Sanniang (鮑三娘), l'esposa de Guan Suo. És presentada com la muller de Guan Suo, el tercer fill fictici de Guan Yu. Se li retrata com una brava dona guerrera, i apareix principalment en l'òpera xinesa i en representacions teatrals. Se li va construir una tomba a Guangyuan (Sichuan).
- Huaman (花鬘), filla de Meng Huo i la Dama Zhurong, casada amb Guan Suo. Va ser introduïda per primera vegada en una obra de teatre en el marc de la Campanya del Sud de Zhuge Liang en contra dels Nanman. Es conta que Huaman era la filla del cacic nanman Meng Huo i la seva esposa la Dama Zhurong. Quan Zhuge Liang va dirigir les seves forces de Shu Han per atacar als Nanman, Huaman es va unir a la resistència contra els invasors. En la batalla ella va ser capturada pel general militar de Shu Han Guan Suo (també de ficció), i va començar un romanç amb ell. Els dos es van veure obligats a separar-se pel fet que estaven en bàndols oposats, però el seu amor no es va veure afectat per açò. Després que els Nanman es van rendir a Shu Han, Zhuge Liang va concertar un casament per a Guan Suo i Huaman.[13]
- Lü Lingqi (呂玲綺), personatge de Dynasty Tactics i del Romance of the Three Kingdoms XI, filla de Lü Bu
- Ma Yunlu (馬雲錄), personatge en la novel·la Fan Sanguo Yanyi (反三國演義), germana menor de Ma Chao, casada amb Zhao Yun
- Xing Cai (星彩), personatge en la saga Dynasty Warriors, filla de Zhang Fei